# ريتشارد شوبرت
ريتشارد شوبرت هو سياسي ألماني، ولد في 1 يوليو 1886 في Mülsen ‏ في ألمانيا، وتوفي في 24 ديسمبر 1955 في تسفيكاو في ألمانيا. نشط حزبياً في الحزب الديمقراطي الاجتماعي الألماني.